# Тер-Мартиросян, Карен Аветикович
Каре́н Аве́тикович (Аве́тович) Тер-Мартирося́н (арм. Կարեն Ավետիքի Տեր-Մարտիրոսյան; 28 сентября 1922, Тифлис — 19 ноября 2005, Москва) — советский и российский физик-теоретик, доктор физико-математических наук, профессор, член-корреспондент РАН (2000).

## Биография
Карен Аветович Тер-Мартиросян родился в Тифлисе (Тбилиси) в армянской семье. В 1943 г. он окончил Тбилисский государственный университет, в 1945 г. поступил в аспирантуру Ленинградского физико-технического института (ЛФТИ).
Там под руководством Льва Давидовича Ландау в 1949 г. он защитил кандидатскую диссертацию на тему «Столкновения ядер с заряженными частицами» и начал работать в теоретическом отделе ЛФТИ. Уже в самом начале своей научной карьеры, за три года работы в ЛФТИ Карен Аветович получил выдающиеся результаты в области ядерной физики.

## Научная деятельность
В 1952 г. Тер-Мартиросян построил теорию кулоновского возбуждения атомных ядер, на основе которой была экспериментально обнаружена несферичность ряда тяжёлых ядер. В 1968 г. эти работы были удостоены Государственной премии.
В 1956 г. Карен Аветович (совместно с Г. В. Скорняковым) решил квантово-механическую задачу трёх тел для сил нулевого радиуса действия. Полученное им уравнение (спустя несколько лет обобщённое Л. Д. Фадеевым для потенциалов конечного радиуса) вошло в мировую литературу под именем уравнения Скорнякова — Тер-Мартиросяна.
Новый расцвет научной деятельности Карена Аветовича начался в 1955 г. после перехода его в Институт теоретической и экспериментальной физики (ИТЭФ) в Москве, где в 1957 г. он защитил докторскую диссертацию на тему «Метод суммирования диаграмм в квантовой теории поля». В ИТЭФ его научные интересы под влиянием Л. Д. Ландау и И. Я. Померанчука сместились в сторону теории поля и физики элементарных частиц.
Совместно с И. Т. Дятловым и В. В. Судаковым решил систему «паркетных» уравнений квантовой электродинамики — задачу, которую Ландау считал неразрешимой. Наибольшую известность принесли Карену Аветовичу его классические результаты в теории сильных взаимодействий при высоких энергиях. Совместно с В. Н. Грибовым и И. Я. Померанчуком он создал теорию точек ветвления в плоскости комплексного углового момента, исследовал процессы с мультиреджеонной кинематикой, дал теоретическое описание растущих сечений и построил теорию критического и сверхкритического померона.
Позднее им была построена теория распределения адронов по множественности при высоких энергиях. На её основе была развита теория рождения частиц в адрон-адронных и адрон-ядерных столкновениях при высоких энергиях. Эта теория до сих пор является основным феноменологическим подходом к описанию адронных взаимодействий при высокой энергии, естественным образом сочетаясь с кругом идей квантовой хромодинамики.
В 1960 г. сформулировал полосовое приближение (strip approximation) в теории S-матрицы, суть которого заключается в учёте лишь ближайших особенностей амплитуды рассеяния.
Карен Аветович был основателем и в течение 35 лет являлся бессменным руководителем кафедры физики элементарных частиц МФТИ. Через его руки прошли сотни молодых физиков, ставших специалистами не только в области физики ядра и элементарных частиц, но и в других областях науки.
Многолетняя подвижническая педагогическая деятельность Карена Аветовича и яркость его творческой индивидуальности привели к созданию уникальной научной школы теоретической физики.
В 2000 г. был избран членом-корреспондентом РАН.

#### Книги
- Волошин М. Б., Тер-Мартиросян К. А. Теория калибровочных взаимодействий элементарных частиц. — М., 1984.

#### Статьи
- Берестецкий В. Б., Долгинов А. З., Тер-Мартиросян К. А. Угловые волновые функции частиц со спином // ЖЭТФ. — 1950. — Т. 20, вып. 6. — С. 527—537.
- Тер-Мартиросян К. Возбуждение ядер под действием быстрых электронов // ЖЭТФ. — 1950. — Т. 20, вып. 10. — С. 925—936.
- Тер-Мартиросян К. Замечание о распаде ядер в электромагнитном поле // ЖЭТФ. — 1950. — Т. 20, вып. 10. — С. 937—940.
- Карамян А. С., Тер-Мартиросян К. А. Положение уровней сверхтонкой структуры в магнитном поле // ДАН СССР. — 1951. — Т. 76, № 6. — С. 827—829.
- Тер-Мартиросян К. А. Угловое распределение при резонансных ядерных реакциях // ЖЭТФ. — 1951. — Т. 21, вып. 8. — С. 894—899.
- Карамян А. С., Тер-Мартиросян К. А. К вопросу об измерении спинов ядер // ЖЭТФ. — 1952. — Т. 22, вып. 1. — С. 40—55.
- Тер-Мартиросян К. А. Возбуждение ядер кулоновским полем заряженных частиц // ЖЭТФ. — 1952. — Т. 22, вып. 3. — С. 284—296.
- Тер-Мартиросян К. А. Реакция (d, p) на тяжелых ядрах // ЖЭТФ. — 1955. — Т. 29, вып. 6. — С. 713—729.
- Скорняков Г. В., Тер-Мартиросян К. А. Решение задачи о движении трех нуклонов в предельном случае короткодействующих сил // ДАН СССР. — 1956. — Т. 106, № 3. — С. 425—428.
- Дятлов И. Т., Тер-Мартиросян К. А. Асимптотическая теория рассеяния мезона на мезоне // ЖЭТФ. — 1956. — Т. 30, вып. 2. — С. 416—419.
- Тер-Мартиросян К. А. О перенормировке заряда при произвольном не малом значении e0 // ЖЭТФ. — 1956. — Т. 31, вып. 1. — С. 157—159.
- Скорняков Г. В., Тер-Мартиросян К. А. Задача трех тел при короткодействующих силах. Рассеяние нейтронов малой энергии дейтонами // ЖЭТФ. — 1956. — Т. 31, вып. 5. — С. 775—790. Архивировано 10 ноября 2023 года.
- Судаков В. В., Тер-Мартиросян К. А. Следствия перенормируемости псевдоскалярной мезонной теории с двумя константами взаимодействия // ЖЭТФ. — 1956. — Т. 31, вып. 5. — С. 899—901.
- Pomeranchuk I. Ya., Sudakov V. V., Ter-Martirosyan K. A. Vanishing of renormalized charges in field theories with point interaction (англ.) // Phys. Rev. — 1956. — Vol. 103, no. 3. — P. 784—802.
- Дятлов И. Т., Судаков В. В., Тер-Мартиросян К. А. Асимптотическая теория рассеяния мезона на мезоне // ЖЭТФ. — 1957. — Т. 32, вып. 4. — С. 767—780.
- Гольдин Л. Л., Адельсон-Вельский Г. М., Бирзгал  А. П., Пилия А. Д., Тер-Мартиросян К. А. α-распад несферических ядер // ЖЭТФ. — 1958. — Т. 35, вып. 1. — С. 184—202.
- Abrikosov A. A., Galanin A. D., Gorkov L. P., Landau L. D., Pomeranchuk I. Ya., Ter-Martirosyan K. A. Possibility of formulation of a theory of strongly interacting fermions (англ.) // Phys. Rev. — 1958. — Vol. 111, no. 1. — P. 321—328.
- Berestetsky V. B., Ioffe B. L., Rudik A. P., Ter-Martirosyan K. A. Effects related to nonconservation of parity in β decay (англ.) // Phys. Rev. — 1958. — Vol. 111, no. 2. — P. 522—531.
- Ter-Martirosyan K. A. Equation for vertex part corresponding to fermion-fermion scattering (англ.) // Phys. Rev. — 1958. — Vol. 111, no. 3. — P. 948—950.
- Berestetsky V. B., Ioffe B. L., Rudik A. P., Ter-Martirosyan K. A. β-decay and non-conservation of parity (англ.) // Nuclear Physics. — 1958. — Vol. 5. — P. 464—494.
- Гольдин Л. Л., Новикова Г. И., Тер-Мартиросян К. А. О форме α-активных ядер // ЖЭТФ. — 1959. — Т. 13, вып. 5. — С. 512—516.
- Тер-Мартиросян К. А. Несовместимость условий аналитичности и унитарности в модели Ли // ЖЭТФ. — 1959. — Т. 37, вып. 4. — С. 1005—1009.
- Avakov G. V., Ter-Martirosyan K. A. On a possible test of quantum electrodynamics in electron scattering (англ.) // Nuclear Physics. — 1959. — Vol. 13, no. 3. — P. 685—694.
- Тер-Мартиросян К. А. Уравнения для спектральных функций представления Мандельстама // ЖЭТФ. — 1960. — Т. 39, вып. 3. — С. 827—840.
- Симонов Ю. А., Тер-Мартиросян К. А. О полуаналитическом решении уравнений типа Чу — Мандельстама // ЖЭТФ. — 1960. — Т. 39, вып. 5. — С. 1442—1449.

## Награды
- Орден Трудового Красного Знамени[12]
- Государственной премии СССР (1968).
- Премия имени И. Я. Померанчука «…за фундаментальный вклад в квантовую механику и квантовую теорию поля» (1999).